# Suolojauratje
Suolojauratje är en sjö i Sorsele kommun i Lappland och ingår i Umeälvens huvudavrinningsområde. Sjön har en area på 0,103 kvadratkilometer och ligger 890,3 meter över havet. Suolojauratje ligger i Vindelfjällen Natura 2000-område.
Namnet är samiskt och kan på svenska översättas med Holmtjärnen.

## Delavrinningsområde
Suolojauratje ingår i det delavrinningsområde (732060-149407) som SMHI kallar för Inloppet i Servejaure. Medelhöjden är 856 meter över havet och ytan är 6,59 kvadratkilometer. Det finns ett avrinningsområde uppströms, och räknas det in blir den ackumulerade arean 16,66 kvadratkilometer. Tjulån (Servejukke) som avvattnar avrinningsområdet har biflödesordning 3, vilket innebär att vattnet flödar genom totalt 3 vattendrag innan det når havet efter 435 kilometer. Avrinningsområdet består mestadels av kalfjäll (98 procent). Avrinningsområdet har 0,11 kvadratkilometer vattenytor vilket ger det en sjöprocent på 1,6 procent.